# كزافييه غونزاليس
كزافييه غونزاليس (بالإنجليزية: Xavier Gonzalez)‏ هو رسام أمريكي، ولد في 1898 في ألمرية في إسبانيا، وتوفي في 9 يناير 1993 في ذا برونكس في الولايات المتحدة بسبب ابيضاض الدم.